# Šangri-La (pokrajina)
Šangri-La je fiktivna pokrajina, opisana v romanu britanskega avtorja Jamesa Hiltona Izgubljeno obzorje iz leta 1933.
V knjigi je Šangri-La opisana kot mistična, harmonična dolina, ki jo vodijo menihi lamaitskega samostana v zahodnem delu gorovja Kunlun. Šangri-La je postala sinonim za (duhovni) raj na zemlji, konkretno gre za podobo mitske utopije v Himalaji – dežela večne sreče, izolirana od ostalega sveta.  V romanu Izgubljeno obzorje so prebivalci Shangri-La predstavljeni kot skoraj nesmrtni, živijo več desetletij dlje od povprečne pričakovane življenjske dobe, tudi zunanji znaki staranja so komaj opazni. Beseda Šangri-La se lahko navezuje tudi na podobe orientalske eksotike. V starodavnih tibetanskih spisih je obstoj sedmerih tovrstnih krajev zabeležen kot Nghe-Beyul Khimpalungm, eden od njih se domnevno nahaja nekje v regiji Makalu-Barun. 

## Etimologija besede Šangri-La
Fraza »Šangri-La« najverjetneje izvira iz tibetanskih besed ཞང་,"šang - okrožje Tsang, severno od samostana Tašilhunpo« in རི, kar se izgovori kot ri, 'gora' = 'gora Šang' + ལ, gorski prelaz, kar sugerira, da se na območje dostopa preko gorskega prelaza Šang ali je po njem vsaj poimenovano.

## Lokacija
Kar nekaj krajev v budistični Himalaji med severno Indijo in Tibetom trdi, da so originalna lokacija Hiltonove pokrajine Šangri-La, vendar je večina teh trditev namenjenih predvsem privabljanju turistov. 
Na Kitajskem je Tao Čjan, pripadnik dinastije Jin opisal pokrajino po imenu Šangri-La v svojem delu Zgodba o dolini breskovih cvetov (v izvirniku: 桃花源記, pinjin: Táohuā Yuán Jì). Okrožje Džongdian na Kitajskem so leta 2001 preimenovali v 香格里拉 (Xiānggélǐlā, po kitajsko Šangri-La). Tudi legendarno gorovje Kun Lun ponuja več možnih lokacij za dolino Šangri-La.
Obstaja zelo velika verjetnost, da je Hilton dobil navdih za dolino Šangri-La v dolini Hunza v severnem Pakistanu, blizu tibetanske meje; Hilton je potoval skozi te kraje nekaj let pred izidom dela Izgubljeno obzorje in ta odmaknjena zelena dolina, na zahodu obrobljena s Himalajo ustreza opisu doline v romanu. 
Drugi potencialni kraji, ki bi lahko avtorju dali navdih za fiktivno dolino Šangri-La, so predeli južnega Khama na JZ province Junan; Tibet; Sečuan; Butan in kanjon Yarlung Tsangpo.

## Sodobna raba
Obstaja lepo število sodobnih psevdo-legend o Shangri-La, ki so nastale po letu 1933 (ko sta luč dneva ugledala Hiltonov roman in nekaj let za tem še  filmska priredba).
Šangri-La je navduševala pripadnike nemškega nacionalsocializma, ki so si obetali odkritje starodavne nadrase, podobne nordijski, ki je budizem še ni »oskrunil«, v tolikšni meri da so leta 1938 na Tibet poslali raziskovalno odpravo pod vodstvom Ernsta Schäferja.
Druga psevdo-legenda je kot lokacijo filma Izgubljeno obzorje (režija Frank Capra) ustoličila dolino Ojai. V resnici so film posneli na snemalnih lokacij v ZDA.
Ameriški predsednik Franklin Delano Roosevelt, je v svojem navdušenju nad Hiltonovim romanom predsedniški počitniški dom, danes imenovan Camp David, leta 1942 poimenoval Šangri-La.
Leta 1937, je Lutcher Stark, ugleden teksaški filantrop, začel v Orange-u v Teksasu graditi lastno »Šangri-La« - vrt, poln azalej in cipres, obdan z močvirjem. Ameriška Shangri-La je pritegnila na tisoče obiskovalcev, vsaka večja revija o vrtovih je objavila fotografije prelepega Starkovega vrta. Leta 1958 je Teksas opustošila snežena nevihta, ki je uničila na tisoče azalej; vrt je ostal zaprt dobra štiri desetletja. Vrt so pred kratkim obnovili, sedaj je zopet odprt za javnost. 

## Metaforična raba
Šangri-la se uporablja s podobnim pomenom kot »edenski vrt«, predstavlja torej paradiž, ki je sodobnemu človeku nedostopen. Občasno se uporablja kot analogija za vseživljenjsko iskanje nečesa izmuzljivega, česar si zelo želimo. Denimo, če nekdo išče zdravilo za kronično bolezen, lahko to zdravilo metaforično poimenujemo »Shangri-La« tega človeka.
Prav tako lahko »Šangri-La« uporabimo za opisovanje popolnosti, ki jo ljudje iščejo v obliki ljubezni, sreče ali utopičnih idealov. Lahko se uporablja v kontekstu znanih, mitskih metafor kot npr. Sveti gral, El Dorado, vrelec mladosti; pogojno bi lahko v to kategorijo uvrstili tudi belega kita (ki ga je v zgodbi o Moby Dicku obsesivno lovil kapitan Ahab).